# Lijst van grietmannen van Achtkarspelen
Dit is een lijst van grietmannen van de voormalige Nederlandse grietenij Achtkarspelen in de provincie Friesland tot de invoering van de gemeentewet in 1851.
| Ambtsperiode      | Naam grietman                               | Leven      | Bijzonderheden |
| ----------------- | ------------------------------------------- | ---------- | --- |
| 1315              | Ubratis Wtisma                              |            | |
| 1395              | Pape Mennen                                 |            | |
| 1490              | Harcke Ynema                                |            | |
| (1500)            | Schelte van Scheltinga                      | †1516/1517 | Was getrouwd met Kinsck Tjaerda en noemde zich ook wel Schelte Tjaerda. Tevens van Kollumerland en Nieuwkruisland en Dantumadeel.          |
| 1506 - 1507       | Botte van Herbranda                         | †1529/1533 | Overgrootvader van Haye en Feycke van Herbranda. Zwager van Jancko Douwama.                                                                |
| (1508) - (1510)   | Lieuwe Lijeuwema                            |            | |
| 1515              | Botte van Herbranda                         | †1529/1533 | Zelfde als 1506-1507. |
| 1517-             | Syth Allama                                 |            | |
| (1540)            | Sittie Boelis                               |            | Overgrootvader van Tjerk Boelens (1582-1651)                                                                                               |
| (1549)-1574       | Lieuwe van Jelgersma                        | †1581      | In ballingschap in Groningen omwille van zijn katholieke geloof.                                                                           |
| 1575(?) - 1580(?) | Hector Jelgersma                            |            | Zoon van voorgaande. In ballingschap in Groningen omwille van zijn katholieke geloof.                                                      |
| 1580 - 1589       | Haye van Herbranda                          | †1592/1593 | Achterkleinzoon van Botte van Herbranda. Opnieuw verkozen tot grietman in 1582.                                                            |
| 1589 - 1618       | Feycke van Herbranda                        | †1619      | Broer van voorgaande. Van 1589 tot 1592 substituut-grietman. In 1599-1600 tevens provisioneel grietman van Kollumerland en Nieuwkruisland. |
| 1618 - 1637       | Tjerk Boelens                               | 1582-1651  | In 1627 tevens provisioneel grietman van Kollumerland en Nieuwkruisland.                                                                   |
| 1637 - 1639       | Pieter Boelens                              | †1639      | Zoon van voorganger |
| 1639 - 1648       | Tjerk Boelens                               | 1582-1651  | Zelfde als 1618-1637; na overlijden zoon                                                                                                   |
| 1648 - 1653       | Livius Boelens                              | 1630-1653  | Zoon van Pieter Boelens |
| 1653 - 1670       | Livius van Scheltinga                       | 1632-1670  | Schoonvader van Eelco van Haersma. |
| 1670 - 1673       | Tjerk Boelens                               | †1673      | Achterachterkleinzoon van Sittie Boelis en verwant van de vorige Tjerk Boelens.                                                            |
| 1673 - 1677       | Petrus Mejontsma                            | 1609-1677  | Neef van de vrouw van Tjerk Boelens (1582-1651).                                                                                           |
| 1677 - 1688       | Isaäc de Schepper                           | †1688      | Schoonzoon van voorgaande |
| 1688 - 1712       | Eelco van Haersma                           | 1667-1712  | Neef van de vrouw van voorgaande |
| 1712 - 1740       | Arent van Haersma                           | 1695-1740  | Zoon van voorgaande. Drie van zijn zoons waren secretaris van Achtkarspelen.                                                               |
| 1740 - 1763       | Aulus van Haersma                           | 1708-1763  | Halfbroer van voorgaande |
| 1764 - 1795       | mr. Daniël de Blocq van Haersma             | 1732-1814  | Zoon van de neef van voorgaande. Werd later drost van Dantumadeel, Kollumerland en Achtkarspelen.                                          |
| 1813              | mr. Gerrit Nicolaas Mulier                  | 1791-1861  | Geen grietman maar maire vanwege de Franse tijd                                                                                            |
| 1816 - 1839       | Sybrand van Haersma                         | 1766-1839  | Zoon van Daniël de Blocq van Haersma. |
| 1839 - 1851       | jhr.mr. Daniel de Blocq van Haersma de With | 1797-1857  | Neef van voorgaande en kleinzoon van Daniël de Blocq van Haersma.                                                                          |